# Запендово
Запендово (пол. Zapędowo, нім. Zappen) — село в Польщі, у гміні Черськ Хойницького повіту Поморського воєводства.
Населення — 226 осіб (2011).
У 1975-1998 роках село належало до Бидгощського воєводства.

## Демографія
Демографічна структура станом на 31 березня 2011 року:
|          | Загалом | Допрацездатний вік | Працездатний вік | Постпрацездатний вік |
| -------- | ------- | ------------------ | ---------------- | -------------------- |
| Чоловіки | 114     | 31                 | 76               | 7                    |
| Жінки    | 112     | 27                 | 66               | 19                   |
| Разом    | 226     | 58                 | 142              | 26                   |